# 湧出量
湧出量（ゆうしゅつりょう）とは、何らかの液体や気体が地中から湧き出る量を指す言葉。地下水、温泉、原油、天然ガスなどに用いられる。

## 温泉の湧出量
温泉が単位時間あたりに出る量であり、多ければ多いほど湯量が豊富なことになる。
少ないところでは毎分数リットル、多いところでは草津温泉の毎分36,839リットルなど、温泉地の地形、源泉数、源泉の形式などによって大きく左右される。
浴用における利用形式は湧出量の多い少ないや源泉の温度により、掛け流しだったり加水されたり、あるいは循環式を採用したりなど快適に入浴出来るように工夫されている。一方、明治時代に技術が確立した上総掘りによる源泉の掘削「湯突き」で多数の掘削自噴源泉を開発し湧出量が日本一多い大分県別府市では、浴用のみならず、医療、栽培、養殖、地熱発電などさまざまな産業に幅広く利用されている。